# Гутаковская, Марианна
Марианна (Мария Матвеевна) Гутаковская, урождённая Соболевская, в первом браке Забелло (пол. Marianna Gutakowska; 1766 — 28 декабря 1843, Варшава) — польская и российская аристократка, статс-дама русского императорского двора, кавалерственная дама ордена Святой Екатерины меньшого креста.

## Биография
Марианна родилась в 1766 году в семье каштеляна варшавского Матвея Леона Соболевского и его супруги Евы, урождённой Шидловской. Её двоюродная сестра по линии матери, Изабелла Грабовская, считалась внебрачной дочерью короля Станислава Августа Понятовского. Родная сестра, Тереза, была супругой придворного и государственного деятеля Людвига Симона Гутаковского (1738—1811).
10 февраля 1784 года в Варшаве Марианна Соболевская сочеталась браком с генерал-лейтенантом Юзефом Забелло. 5 марта 1785 года она родила мужу сына — Генриха Казимира. 9 мая 1794 года Юзеф Забелло, известный своими пророссийскими взглядами, был повешен сторонниками восстания Костюшко за участие в Тарговицкой конфедерации.  
Овдовевшая Марианна второй раз вышла замуж 13 октября 1799 года — за Людвига Симона Гутаковского, который к тому времени овдовел после смерти первой супруги, сестры Марианны, Терезы Соболевской. Через год у супругов родился единственный сын Константин. В 1807 году сын Марианны от первого брака Генрих Казимир Соболевский женился на дочери Людвига Гутаковского и Терезы Соболевской Габриэлле Гутаковской, которая приходилась ему и сводной и двоюродной сестрой.
В 1811 году Людвиг Гутаковский скончался в Варшаве. Овдовев во второй раз, Гутаковская начала широко заниматься благотворительностью. За благотворительную деятельность, которая началась ещё в Великом герцогстве Варшавском и продолжилась в Царстве Польском, Марианна Гутаковская, именуемая на русский манер Марией Матвеевной, была награждена ордена Святой Екатерины меньшого креста.
Последние годы Марианна Гутаковская провела в усадебном доме в Гжибове, где жила со своей падчерицей и невесткой Габриэлой и кузиной Изабеллой Грабовской, в замужестве Соболевской. Марианна Гутаковская скончалась 28 декабря 1843 года в Варшаве и была похоронена 30 декабря 1843 года в крипте костёла Преображения Господня.
Русский поэт и мемуарист, друг Пушкина князь Вяземский относил Гутаковскую к числу тех полек, которые были для него привлекательны по своему уму, образованию и особенной женской сноровке.